# Piazza della Repubblica (Milán)

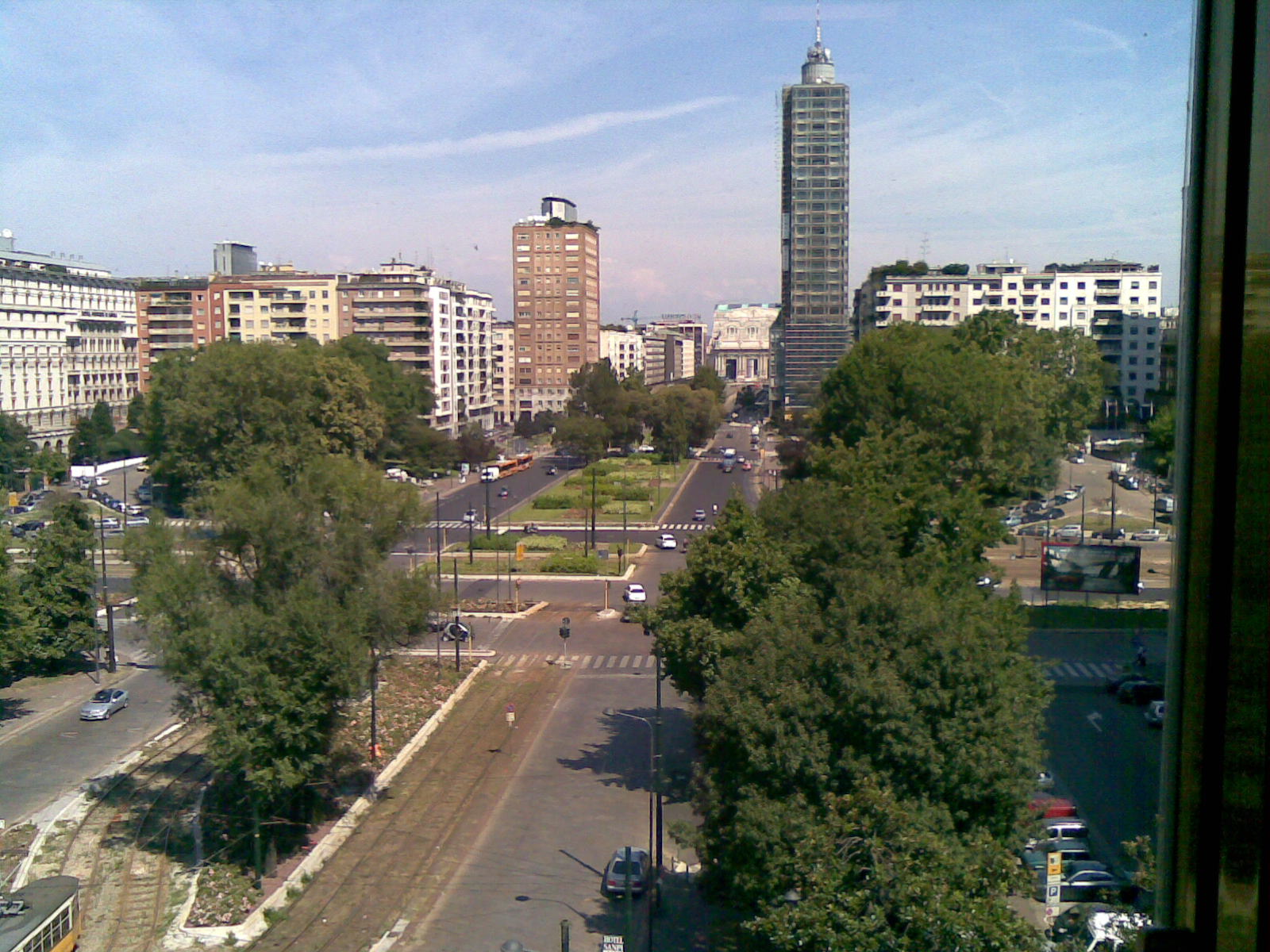
Vista panorámica de la plaza.

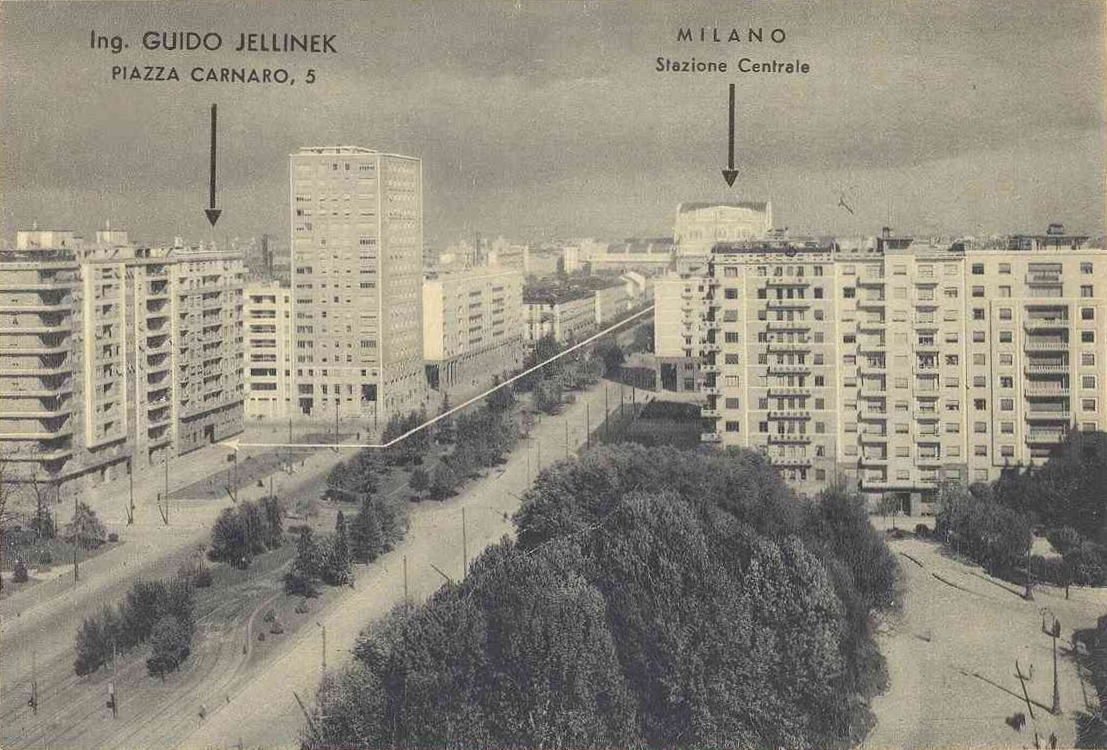
La plaza en 1941, antes de la construcción de la Torre Breda.

La Piazza della Repubblica es una importante plaza de Milán, Italia, situada al norte del centro histórico, en la circunvalación de las murallas españolas. Con sus 73 500 m² es una de las mayores de la ciudad y de toda Italia por superficie. Rica de espacios verdes, allí se sitúan rascacielos (entre ellos la Torre Breda), el monumento dedicado a Giuseppe Mazzini y hoteles de lujo.

## Historia
La plaza se abrió en torno al 1865 para servir a la entonces nueva Estación Central (las vías de tren discurrían por los actuales Viale Tunisia, Viale Ferdinando di Savoia y Viale Liberazione).
La construcción de la estación hizo necesaria la apertura de una nueva calle radial (la actual Via Turati) para unirla al centro histórico; la nueva calle atravesaba el antiguo bastión mediante un paso subterráneo, llamado Barriera Principe Umberto. La nueva plaza encerraba un gran jardín central, en torno al cual circulaba el tráfico y los tranvías hacia la estación.
En los años veinte del siglo XX la plaza, hasta entonces llamada Piazzale Stazione Centrale, pasó a llamarse Piazzale Fiume en honor a la ciudad de Rijeka (Fiume en italiano).
En 1927 se construyó el Hotel Principe di Savoia.
En 1931 se cerró la Estación Central y fue sustituida por la actual, situada aproximadamente 1 km al norte; se amplió la plaza, tanto hacia el norte (la antigua zona ferroviaria), como hacia el sur (la zona del bastión demolido), asumiendo su aspecto actual. También en los años treinta se construyeron los imponentes edificios residenciales que todavía caracterizan la plaza.
El 2 de junio de 1946 se cambió el nombre de la plaza al actual, para celebrar la proclamación de la República Italiana.

## Edificios notables
En la plaza se sitúan muchos edificios de valor arquitectónico.

En el lado izquierdo:
- En los n.º 7 y 9 (esquina con la Via Marcora) las casas Bonaiti e Malugani, construidas entre 1935 y 1937 según el proyecto de Giovanni Muzio;[1][2]
- En el n.º 11 (esquina con el Viale Monte Santo) un edificio residencial y de oficinas, construido entre 1953 y 1955 según el proyecto de Vito Latis;[3]
- En el n.º 13 un hotel, remodelado en 1988 según el proyecto de Aldo Rossi;[4]
- En el n.º 27 (esquina con el Viale Ferdinando di Savoia y la Via Pisani) una torre residencial y de oficinas, construida entre 1936 y 1939 según el proyecto de Mario Bacciocchi.[5]

En el lado derecho:
- En la esquina con la Via Turati n.º 40 la llamada "Torre Turati", construida entre 1963 y 1967 según el proyecto de Giovanni y Lorenzo Muzio;[6][7]
- En los n.º 6-10 (esquina con el Viale Città di Fiume) una edificio residencial, construido entre 1935 y 1936 según el proyecto de Giacomo Prearo y G. Rancati;[8]
- En el n.º 12 (esquina con el Viale Vittorio Veneto) un edificio residencial, construido en 1955 según el proyecto de Gigi Ghò;[9]
- En el n.º 32 (esquina con el Viale Tunisia y la Via Pisani) la Torre Breda, construida entre 1951 y 1954 según el proyecto de Luigi Mattioni.[10][11]

## Transporte
La plaza es servida por la homónima estación de las "linee S", situada en el pasante ferroviario, y por la estación homónima de la línea M3 del Metro de Milán. También es un importante nodo de la red de tranvías de la ciudad (líneas 1, 9, 10 y 33).